# Ghissignies
Ghissignies ist eine französische Gemeinde mit 501 Einwohnern (Stand 1. Januar 2022) im Département Nord in der Region Hauts-de-France. Sie gehört zum Kanton Avesnes-sur-Helpe im Arrondissement Avesnes-sur-Helpe.

## Geografie
Die Gemeinde Ghissignies liegt am oberen Écaillon im Regionalen Naturpark Avesnois, zwölf Kilometer südsüdöstlich von Valenciennes. Die Nachbargemeinden sind Le Quesnoy im Nordosten, Louvignies-Quesnoy im Südosten, Salesches im Südwesten und Beaudignies im Nordwesten. Ghissignies ist einer der nördlichsten Weinbauorte Frankreichs.

## Bevölkerungsentwicklung
| Jahr                       | 1962 | 1968 | 1975 | 1982 | 1990 | 1999 | 2008 | 2020 |
| Einwohner                  | 353  | 339  | 322  | 354  | 359  | 423  | 458  | 502  |
| Quellen: Cassini und INSEE |      |      |      |      |      |      |      |      |

## Sehenswürdigkeiten

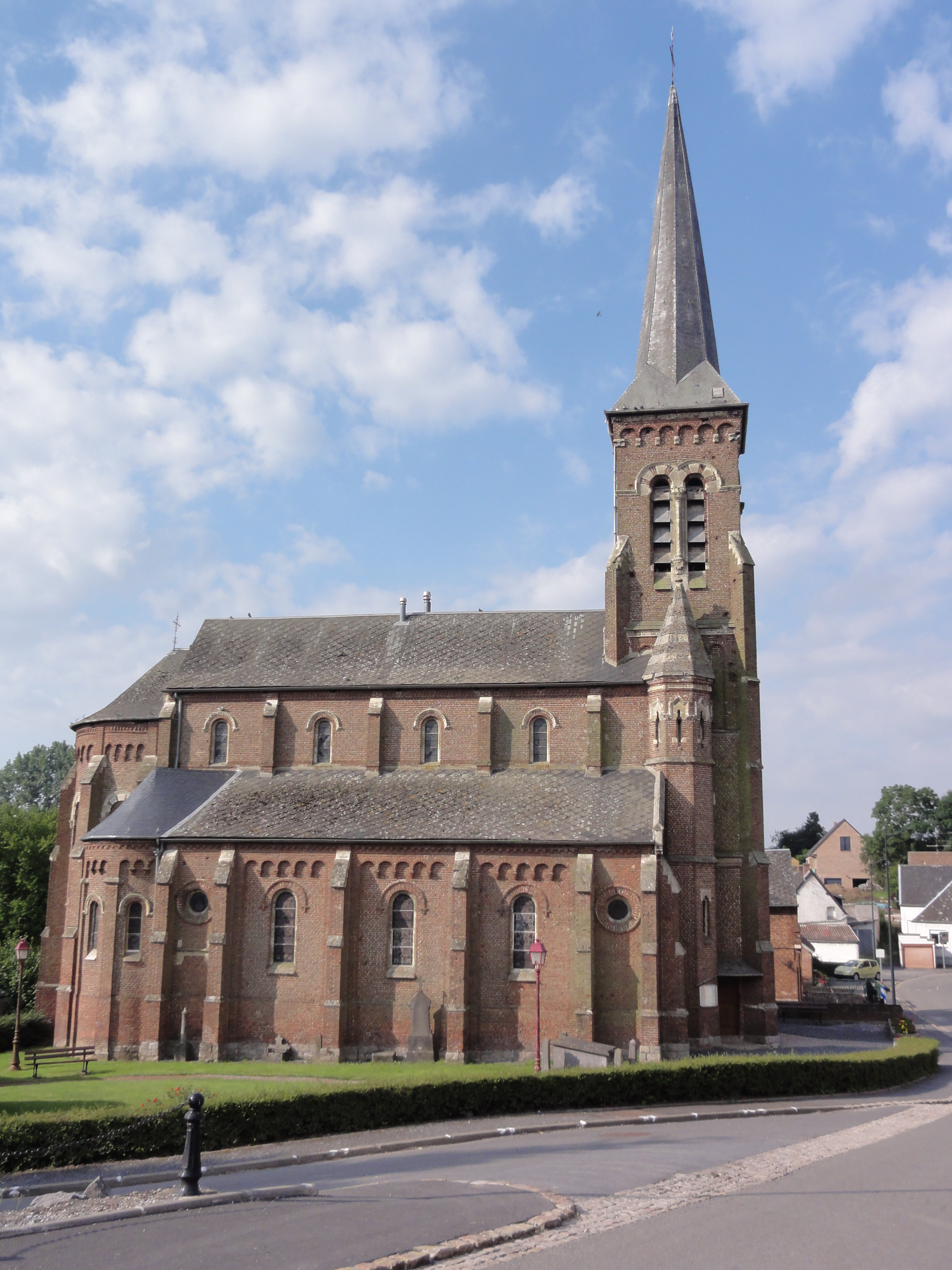
Kirche Saint-Jean-Baptiste
- Kapellen Notre-Dame de Bonsecours (erbaut 1879), Saint-Jean-Baptiste und Notre-Dame de Victoires
- britischer Soldatenfriedhof
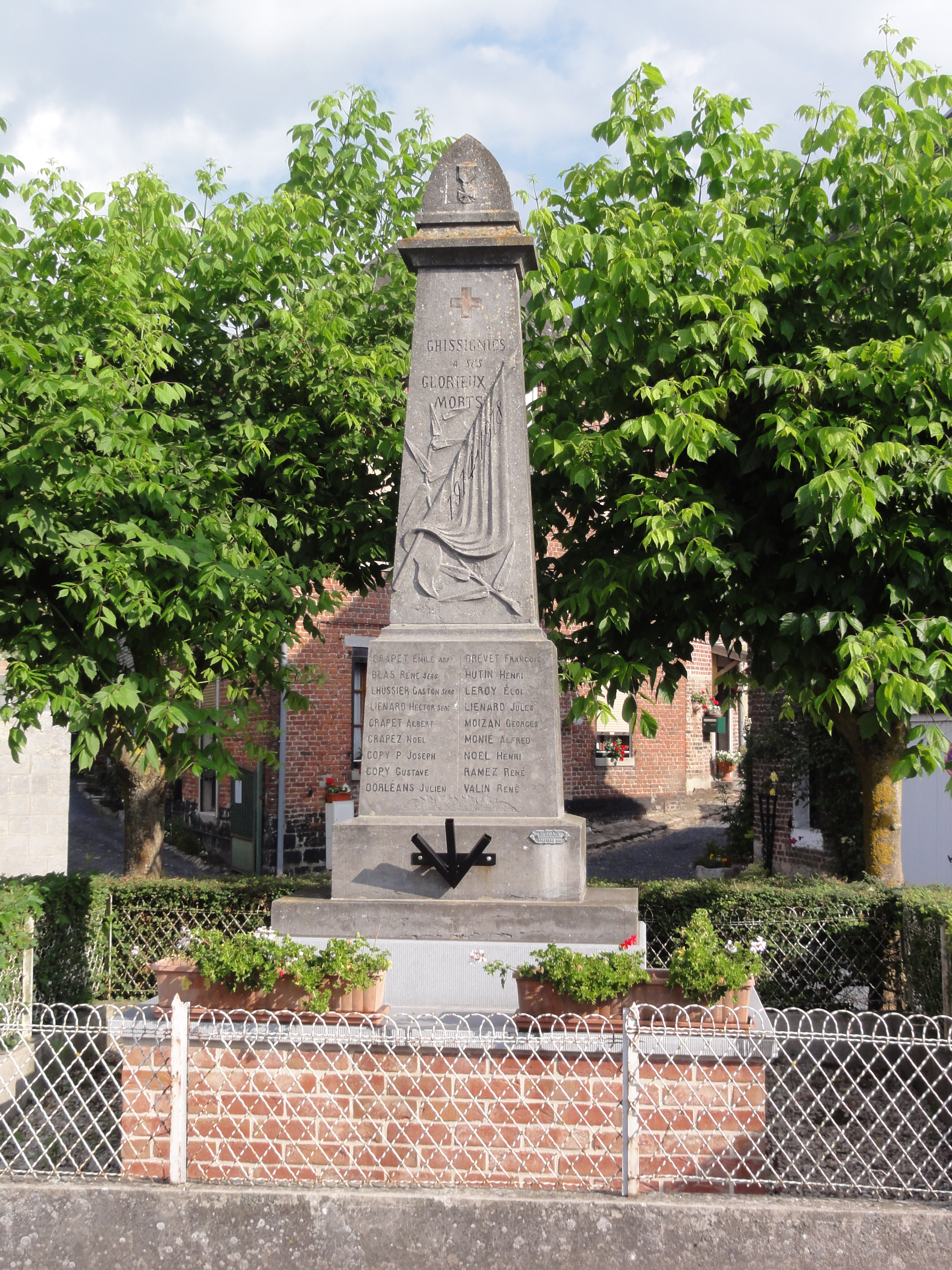
Gefallenendenkmal
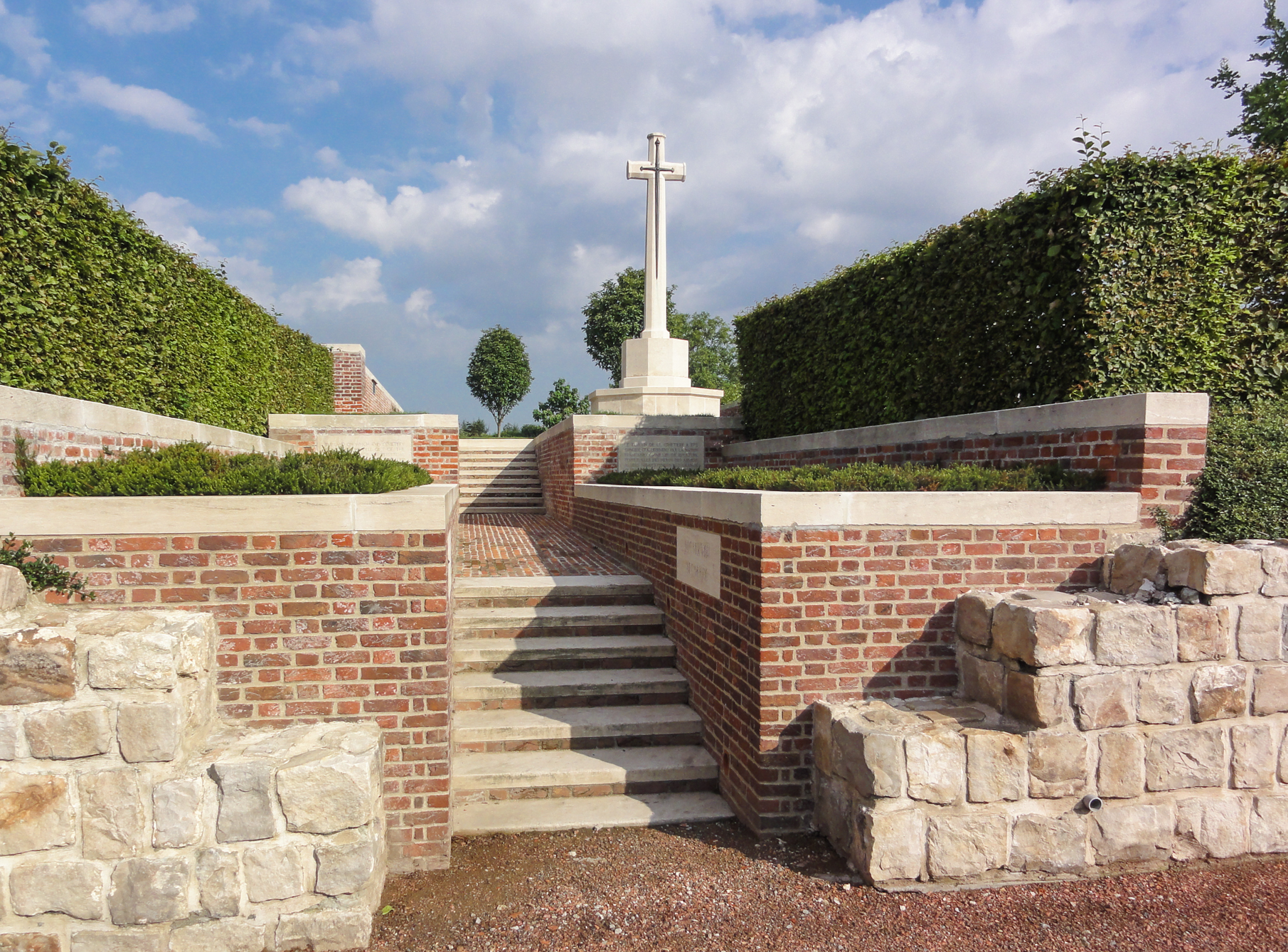
Britischer Soldatenfriedhof

- Kirche Saint-Jean-Baptiste
- Gefallenendenkmal
- Britischer Soldatenfriedhof